# Nuoto ai campionati mondiali di nuoto 2007 - 100 metri farfalla femminili
La gara di nuoto dei 100 metri farfalla femminili dei campionati mondiali di nuoto 2007 è stata disputata il 25 e 26 marzo presso la Rod Laver Arena di Melbourne.
Vi hanno preso parte 75 atlete.
La competizione è stata vinta dalla nuotatrice australiana Lisbeth Lenton, mentre l'argento e il bronzo sono andati rispettivamente all'altra australiana Jessicah Schipper e alla statunitense Natalie Coughlin.

## Podio
| Posizione | Atleta            | Nazionalità |
| --------- | ----------------- | ----------- |
| Oro       | Lisbeth Lenton    | Australia   |
| Argento   | Jessicah Schipper | Australia   |
| Bronzo    | Natalie Coughlin  | Stati Uniti |

## Programma
| Data          | Ora   | Turno      |
| ------------- | ----- | ---------- |
| 25 marzo 2007 | 10:00 | Batterie   |
| 25 marzo 2007 | 19:00 | Semifinali |
| 26 marzo 2007 | 19:12 | Finale     |

## Record
Prima della manifestazione il record del mondo e il record dei campionati erano i seguenti.
| Record mondiale       | 56"61 | Inge de Bruijn Paesi Bassi  | 17 settembre 2000 Sydney, Australia |
| Record dei campionati | 57"23 | Jessicah Schipper Australia | 25 luglio 2005 Montreal, Canada     |

Durante l'evento è stato migliorato il seguente record:
| Data     | Evento | Atleta         | Nazione   | Tempo | Record                |
| -------- | ------ | -------------- | --------- | ----- | --------------------- |
| 26 marzo | Finale | Lisbeth Lenton | Australia | 57"15 | Record dei campionati |

## Risultati

### Batterie
I migliori 16 tempi accedono alle semifinali
| Pos. | Batteria | Corsia | Atleta                         | Nazionalità   | 50m    | Tempo   | Note |
| ---- | -------- | ------ | ------------------------------ | ------------- | ------ | ------- | ---- |
| 1    | 10       | 5      | Rachel Komisarz                | Stati Uniti   | 27.51  | 57.98   | Q    |
| 2    | 8        | 4      | Natalie Coughlin               | Stati Uniti   | 26.97  | 58.34   | Q    |
| 3    | 10       | 4      | Jessicah Schipper              | Australia     | 27.46  | 58.52   | Q    |
| 4    | 9        | 5      | Inge Dekker                    | Paesi Bassi   | 26.97  | 58.66   | Q    |
| 5    | 9        | 7      | Irina Bespalova                | Russia        | 27.70  | 58.71   | Q    |
| 6    | 9        | 6      | Natal'ja Sutjagina             | Russia        | 27.52  | 58.72   | Q    |
| 7    | 9        | 4      | Lisbeth Lenton                 | Australia     | 27.35  | 58.93   | Q    |
| 8    | 10       | 3      | Alena Popčanka                 | Francia       | 27.58  | 59.14   | Q    |
| 9    | 9        | 3      | Xu Yanwei                      | Cina          | 27.54  | 59.23   | Q    |
| 10   | 8        | 5      | Zhou Yafei                     | Cina          | 27.45  | 59.36   | Q    |
| 10   | 9        | 8      | Mackenzie Downing              | Canada        | 27.90  | 59.36   | Q    |
| 12   | 10       | 6      | Antje Buschschulte             | Germania      | 27.12  | 59.39   | Q    |
| 13   | 8        | 8      | Sara Isaković                  | Slovenia      | 27.48  | 59.40   | Q    |
| 14   | 8        | 3      | Daniela Samulski               | Germania      | 27.40  | 59.70   | Q    |
| 15   | 10       | 2      | Tao Li                         | Singapore     | 28.31  | 59.79   | Q    |
| 15   | 7        | 7      | Keri-Leigh Shaw                | Sudafrica     | 27.76  | 59.79   | Q    |
| 17   | 8        | 2      | Terri Dunning                  | Gran Bretagna | 28.14  | 59.87   |      |
| 18   | 9        | 2      | Martina Moravcová              | Slovacchia    | 28.17  | 1:00.02 |      |
| 19   | 7        | 4      | Jeanette Ottesen               | Danimarca     | 27.89  | 1:00.04 |      |
| 20   | 9        | 1      | Chantal Groot                  | Paesi Bassi   | 28.02} | 1:00.09 |      |
| 21   | 8        | 1      | Aurore Mongel                  | Francia       | 27.99  | 1:00.13 |      |
| 22   | 7        | 6      | Birgit Koschischek             | Austria       | 27.92  | 1:00.19 |      |
| 23   | 8        | 6      | Yūko Nakanishi                 | Giappone      | 28.61  | 1:00.31 |      |
| 23   | 10       | 1      | Ayako Doi                      | Giappone      | 27.76  | 1:00.31 |      |
| 25   | 5        | 7      | Anna Gostomelsky               | Israele       | 28.08  | 1:00.37 |      |
| 25   | 7        | 1      | Kimberly Buys                  | Belgio        | 27.98  | 1:00.37 |      |
| 27   | 7        | 5      | Audrey Lacroix                 | Canada        | 28.44  | 1:00.40 |      |
| 28   | 10       | 8      | Elena Gemo                     | Italia        | 27.94  | 1:00.46 |      |
| 29   | 8        | 7      | Francesca Segat                | Italia        | 28.80  | 1:00.53 |      |
| 30   | 6        | 1      | Gabriella Fagundez             | Svezia        | 28.26  | 1:00.64 |      |
| 31   | 6        | 5      | Sara Oliveira                  | Portogallo    | 28.49  | 1:00.81 |      |
| 32   | 6        | 6      | Petra Granlund                 | Svezia        | 28.38  | 1:00.95 |      |
| 33   | 10       | 7      | Beatrix Boulsevicz             | Ungheria      | 28.44  | 1:01.04 |      |
| 34   | 6        | 4      | Jessica Dickons                | Gran Bretagna | 28.94  | 1:01.11 |      |
| 35   | 5        | 4      | Fabíola Molina                 | Brasile       | 28.86  | 1:01.18 |      |
| 36   | 5        | 5      | Amit Ivry                      | Israele       | 28.54  | 1:01.22 |      |
| 36   | 7        | 2      | Aleksandra Urbańczyk           | Polonia       | 28.19  | 1:01.22 |      |
| 38   | 6        | 8      | Sara Madeira                   | Portogallo    | 28.48  | 1:01.39 |      |
| 39   | 7        | 8      | Hannah Wilson                  | Hong Kong     | 28.74  | 1:01.49 |      |
| 40   | 5        | 6      | Heather Brand                  | Zimbabwe      | 28.43  | 1:01.64 |      |
| 41   | 6        | 2      | You Ri Kown                    | Corea del Sud | 28.99  | 1:01.85 |      |
| 41   | 7        | 3      | Hae In Shin                    | Corea del Sud | 28.64  | 1:01.85 |      |
| 43   | 5        | 2      | Hang Yu Sze                    | Hong Kong     | 28.74  | 1:01.92 |      |
| 44   | 6        | 3      | Micha Jensen                   | Danimarca     | 28.31  | 1:02.15 |      |
| 45   | 5        | 3      | Iris Rosenberger               | Turchia       | 29.12  | 1:02.26 |      |
| 46   | 6        | 7      | Denisa Smolenova               | Slovacchia    | 29.38  | 1:03.54 |      |
| 47   | 5        | 8      | Loren Bahamonde                | Ecuador       | 29.54  | 1:03.65 |      |
| 48   | 4        | 5      | Ellen Hight                    | Zambia        | 29.60  | 1:03.76 |      |
| 49   | 4        | 4      | Maria Rodriguez                | Venezuela     | 29.95  | 1:03.93 |      |
| 50   | 5        | 1      | Chanelle van Wyk               | Sudafrica     | 29.39  | 1:04.55 |      |
| 51   | 3        | 4      | Cheok Mei Ma                   | Macao         | 30.50  | 1:05.00 |      |
| 51   | 4        | 3      | Koh Ting Ting                  | Singapore     | 30.29  | 1:05.00 |      |
| 53   | 4        | 7      | Ira Kurniawan                  | Indonesia     | 30.69  | 1:05.68 |      |
| 54   | 3        | 6      | Angela Galea                   | Malta         | 31.38  | 1:05.75 |      |
| 55   | 4        | 1      | Sharon Paola Fajardo Sierra    | Honduras      | 30.79  | 1:05.88 |      |
| 56   | 4        | 2      | Monika Spasova                 | Macedonia     | 31.26  | 1:05.89 |      |
| 57   | 3        | 7      | Davina Mangion                 | Malta         | 31.12  | 1:06.39 |      |
| 58   | 3        | 1      | Galina Dukhanova               | Uzbekistan    | 31.12  | 1:06.98 |      |
| 59   | 2        | 6      | Layla Alghul                   | Giordania     | 31.18  | 1:07.00 |      |
| 60   | 3        | 2      | Binta Zahra Diop               | Senegal       | 31.19  | 1:07.01 |      |
| 60   | 4        | 6      | Thi Hanh Phan                  | Vietnam       | 31.38  | 1:07.01 |      |
| 62   | 2        | 3      | Karen Torrez                   | Bolivia       | 32.22  | 1:08.47 |      |
| 63   | 4        | 8      | Cai Lin Khoo                   | Malaysia      | 32.09  | 1:08.50 |      |
| 64   | 3        | 5      | Ana Guadalupe Hernandez Duarte | El Salvador   | 31.85  | 1:08.59 |      |
| 65   | 2        | 5      | Razan Taha                     | Giordania     | 31.84  | 1:09.25 |      |
| 66   | 2        | 4      | Mandhavi Giri Govind           | India         | 32.02  | 1:09.41 |      |
| 67   | 2        | 8      | Marie Laura Meza Peraza        | Costa Rica    | 32.60  | 1:09.93 |      |
| 68   | 2        | 7      | Fiorella Gomez-Sanchez         | Perù          | 32.75  | 1:10.00 |      |
| 69   | 3        | 8      | Maria Alejandra Torres         | Perù          | 32.26  | 1:10.14 |      |
| 70   | 2        | 1      | Prisca Rose                    | Mauritius     | 31.98  | 1:10.38 |      |
| 71   | 1        | 5      | Nicole Ellsworth               | Mauritius     | 32.93  | 1:10.55 |      |
| 72   | 1        | 4      | Emma Hunter                    | Samoa         | 31.65  | 1:10.76 |      |
| 73   | 2        | 2      | Dalia Massiel Torrez Zamora    | Nicaragua     | 32.15  | 1:11.72 |      |
| 74   | 3        | 3      | Mirjana Stojanova              | Macedonia     | 32.61  | 1:13.01 |      |
| -    | 1        | 3      | Ana Roxiero                    | Angola        |        | DNS     |      |

### Semifinali
I migliori 8 tempi accedono alla finale
| Pos. | Batteria | Corsia | Atleta             | Nazionalità | 50m   | Tempo   | Note |
| ---- | -------- | ------ | ------------------ | ----------- | ----- | ------- | ---- |
| 1    | 2        | 5      | Jessicah Schipper  | Australia   | 26.82 | 57.57   | Q    |
| 2    | 2        | 6      | Lisbeth Lenton     | Australia   | 26.71 | 57.78   | Q    |
| 3    | 1        | 5      | Inge Dekker        | Paesi Bassi | 26.32 | 57.82   | Q    |
| 4    | 1        | 4      | Natalie Coughlin   | Stati Uniti | 26.64 | 58.11   | Q    |
| 5    | 1        | 2      | Zhou Yafei         | Cina        | 26.69 | 58.20   | Q    |
| 6    | 2        | 4      | Rachel Komisarz    | Stati Uniti | 27.07 | 58.39   | Q    |
| 7    | 1        | 6      | Alena Popčanka     | Francia     | 27.24 | 58.49   | Q    |
| 8    | 2        | 2      | Xu Yanwei          | Cina        | 27.20 | 58.82   | Q    |
| 9    | 1        | 8      | Tao Li             | Singapore   | 27.63 | 59.07   |      |
| 10   | 2        | 3      | Irina Bespalova    | Russia      | 27.43 | 59.10   |      |
| 11   | 1        | 7      | Antje Buschschulte | Germania    | 26.91 | 59.12   |      |
| 12   | 2        | 1      | Sara Isaković      | Slovenia    | 27.35 | 59.16   |      |
| 13   | 1        | 3      | Natal'ja Sutjagina | Russia      | 27.35 | 59.17   |      |
| 14   | 1        | 1      | Daniela Samulski   | Germania    | 27.26 | 59.35   |      |
| 15   | 2        | 7      | Mackenzie Downing  | Canada      | 28.06 | 59.61   |      |
| 16   | 2        | 8      | Keri-Leigh Shaw    | Sudafrica   | 27.71 | 1:00.50 |      |

### Finale
| Pos. | Corsia | Atleta            | Nazionalità | 50m   | Tempo | Note                  |
| ---- | ------ | ----------------- | ----------- | ----- | ----- | --------------------- |
|      | 5      | Lisbeth Lenton    | Australia   | 26.58 | 57.15 | Record dei campionati |
|      | 4      | Jessicah Schipper | Australia   | 26.74 | 57.24 |                       |
|      | 6      | Natalie Coughlin  | Stati Uniti | 26.40 | 57.34 |                       |
| 4    | 3      | Inge Dekker       | Paesi Bassi | 26.79 | 58.30 |                       |
| 5    | 7      | Rachel Komisarz   | Stati Uniti | 27.45 | 58.34 |                       |
| 6    | 1      | Alena Popčanka    | Francia     | 26.97 | 58.73 |                       |
| 7    | 2      | Zhou Yafei        | Cina        | 26.90 | 58.76 |                       |
| 8    | 8      | Xu Yanwei         | Cina        | 27.07 | 59.22 |                       |